# Députation provinciale de Cuenca
La députation provinciale de Cuenca, ou plus simplement la députation de Cuenca, est l'organe institutionnel propre à la province de Cuenca qui assure les différentes fonctions administratives et exécutives de la province.
Il comprend toutes les communes de la province et l'une de ses fonctions les plus importantes est d'aider au financement des communes pour la construction d'ouvrages publics et de coordonner l'action municipale.
Son siège est situé à Cuenca. Son président est le maire conservateur de Fuentelespino de Haro Benjamín Prieto Valencia.

## Histoire
La députation est créée le 19 avril 1813 comme conséquence de la division de l'Espagne en provinces.. L'occupation de la capitale de la province par les troupes françaises avait rendu impossible la création de la députation dès 1812. Elle s'occupait alors des chantiers publics, de l'éducation, de la bienfaisance et servait d'intermédiaire entre les communes et l'État.

## Liste des présidents
| Période | Période | Parti | Parti | Président                 |
| ------- | ------- | ----- | ----- | ------------------------- |
| 1979    | 1983    |       | UCD   | Ángel Álvaro Pérez        |
| 1983    | 1987    |       | AP    | Pedro Saugar Muñoz        |
| 1987    | 1991    |       | PSOE  | Julián Córdoba Huerta     |
| 1991    | 1995    |       | PSOE  | Mariano Arribas Redondo   |
| 1995    | 1999    |       | PP    | Marina Moya Moreno        |
| 1999    | 2007    |       | PSOE  | Luis Muelas Lozano        |
| 2007    | 2011    |       | PSOE  | Juan Manuel Ávila Francés |
| 2011    |         |       | PP    | Benjamín Prieto Valencia  |

## Assignation des sièges par district judiciaire

Districts judiciaires de la province de Cuenca.

Conformément à la Loi organique du régime électoral (LOREG), les députés provinciaux sont répartis dans chaque district judiciaire de la manière suivante :
| District judiciaire  | Sièges |
| -------------------- | ------ |
| Cuenca               | 10     |
| Motilla del Palancar | 5      |
| San Clemente         | 5      |
| Tarancón             | 5      |

## Composition 2015 - 2019
La députation provinciale de Cuenca est composée de 25 membres pour la législature 2015 - 2019. Les députés provinciaux sont désignés par chaque formation politique dans chaque district judiciaire après la célébration des élections locales du 24 mai 2015 comme le prévoit la Loi organique du régime électoral général (LOREG).
| Parti | Parti                             | Voix   | %     | Conseillers municipaux | Députés |
| ----- | --------------------------------- | ------ | ----- | ---------------------- | ------- |
|       | Parti populaire                   | 52 680 | 44,16 | 678                    | 14 / 25 |
|       | Parti socialiste ouvrier espagnol | 50 070 | 41,97 | 649                    | 10 / 25 |
|       | Izquierda Unida                   | 7 208  | 6,04  | 18                     | 1 / 25  |

### Liste des députés
| Parti          | Parti | Fonction                           | Nom                       | District judiciaire                | Mandat                         |
| -------------- | ----- | ---------------------------------- | ------------------------- | ---------------------------------- | ------------------------------ |
|                | PP    | Président                          | Benjamín Prieto Valencia  | Tarancón                           | Maire de Fuentelespino de Haro |
| Vice-président | PP    | Julián Huete Cervigón              | Cuenca                    | Conseiller de Cuenca               |                                |
| Député         | PP    | David Cuesta Soler                 | Motilla del Palancar      | Conseiller de Campillo de Altobuey |                                |
| Député         | PP    | Francisco Javier Parrilla Moreno   | Cuenca                    | Maire de Villar de Domingo García  |                                |
| Député         | PP    | Francisco Javier Doménech Martínez | Tarancón                  | Conseiller de Huete                |                                |
| Député         | PP    | Oscar Pinar Leal                   | Motilla del Palancar      | Conseiller de Casasimarro          |                                |
| Députée        | PP    | Paloma García Casado               | Tarancón                  | Conseillère de Belmonte            |                                |
| Député         | PP    | Emilio Romero Olmeda               | Cuenca                    | Maire de Villaverde y Pasaconsol   |                                |
| Député         | PP    | Marino Huerta Guijarro             | Cuenca                    | Maire de Villarejo-Periesteban     |                                |
| Députée        | PP    | Mercedes Herreras Fogarty          | Motilla del Palancar      | Maire de Villanueva de la Jara     |                                |
| Députée        | PP    | Miriam Romeral Gómez               | Cuenca                    | Conseillère de Mota del Cuervo     |                                |
| Député         | PP    | Julián Barchín Flores              | San Clemente              | Maire de El Provencio              |                                |
| Députée        | PP    | María Soledad Nieva Garrido        | San Clemente              | Maire de Honrubia                  |                                |
| Député         | PP    | Daniel Pérez Osma                  | Cuenca                    | Maire de Las Valeras               |                                |
|                | PSOE  | Porte-parole                       | Joaquín González Mena     | Cuenca                             | Maire de Arcas                 |
| Députée        | PSOE  | María Estela Moreno Martínez       | Cuenca                    | Maire de Sotorribas                |                                |
| Députée        | PSOE  | Alba Rodríguez Cabañero            | Motilla del Palancar      | Maire de Villagarcía del Llano     |                                |
| Députée        | PSOE  | María Nieves Mohorte Pajarón       | Cuenca                    | Conseillère de Cuenca              |                                |
| Député         | PSOE  | Vicente Salvador Linuesa Moragón   | Cuenca                    | Maire de Fuentelespino de Moya     |                                |
| Députée        | PSOE  | Lorena Cantarero Ramírez           | Tarancón                  | Conseillère de Tarancón            |                                |
| Député         | PSOE  | José Luis Moraleja Culebras        | Tarancón                  | Conseiller de Villalba del Rey     |                                |
| Député         | PSOE  | Francisco Javier Moya Gallard      | San Clemente              | Conseiller de Las Pedroñeras       |                                |
| Députée        | PSOE  | María Rosario Sevillano Calera     | San Clemente              | Conseiller de San Clemente         |                                |
| Député         | PSOE  | Sergio de Féz Cerezuela            | Motilla del Palancar      | Maire de Enguidanos                |                                |
|                | IU    | Porte-parole                       | Ana María Sánchez Domingo | Cuenca                             | Conseillère de Cuenca          |